# Ђузепе Дордони
Ђузепе „Пино“ Дордони (итал. Giuseppe "Pino" Dordoni; Пјаченца, 28. јун 1926 — Пјаченца, 24. октобар 1998) био је италијански атлетичар који се такмичио у више дисциплина брзог ходања.

## Биографија
Ђузепе Дордони је наследник првог италијанског олимпијског победника Уга Фиђерија. Био је доминатан између 1946. и 1957. године, са 26 националних титула у том периоду. Његови највећи успеси, били су у дисциплини на 50 км, освојивши најдуже атлетску деоницу на Европском првенству 1950. и Олимпијским играма 1952. Повукао се после његових четвртих Олимпијских игара у Риму 1960.
Поред ови победа имао је и две златне медаље са Медитеранских игара 1951. и Медитеранских игара 1955., оба пута на дистанци од 10 км.
По завршетку активне такмичарске каријер посветио се обучавању ходача у неколико наредних деценија. Током овог периода, тренирао је олимпијске победнике Абдона Памича и Мауриција Дамилана.
Дордони је био члан Управног одбора италијанске атлетске федерација јетакође био у управном одбору италијанског атлетске федерације, и Одбора за брзо ходање при ИААФ, све до краја живота.
Умро је од рака 1998. године.

## Значајнији резултати
| Година  | Такмичење          | Мњсто        | Дисциплина   | Пласман | Резултат  | Детаљи |
| Италија | Италија            | Италија      | Италија      | Италија | Италија   |        |
| ------- | ------------------ | ------------ | ------------ | ------- | --------- | ------ |
| 1948.   | Олимпијске игре    | Лондон       | 10 км ходање | 9.      | непознат  |        |
| 1950.   | Европско првенство | Хелсинки     | 50 км ходање |         | 4:40:43   | [ 1 ]  |
| 1951.   | Медитеранске игре  | Александрија | 10 км ходање |         | 51:39,6   |        |
| 1952.   | Олимпијске игре    | Хелсинки     | 50 км ходање |         | 4:28:07,8 |        |
| 1954.   | Европско првенство | Берн         | 50 км ходање | НЗ      | 4:40:43   | [ 2 ]  |
| 1955.   | Медитеранске игре  | Барселона    | 10 км ходање |         | 48:21,8   |        |
| 1956.   | Олимпијске игре    | Мелбурн      | 20 км ходање | 9.      | 1:35:00,4 |        |
| 1958    | Европско првенство | Стокхолм     | 20 км ходање | 6.      | 4:12,54   | [ 3 ]  |
| 1958    | Европско првенство | Стокхолм     | 50 км ходање | НЗ      | —         | [ 3 ]  |
| 1960.   | Олимпијске игре    | Рим          | 50 км ходање | 7.      | 4:33:27,2 |        |

## Национална првенства
Ђузепе Дордони је освојио 26 екипних и појединачних титула и националном првенству Италије.
- 11 победа на 10.000 м ходање (1946, 1947, 1948, 1949, 1950, 1951, 1952, 1953, 1954, 1955, 1957)
- 10 победа на 20 км ходање (1947, 1948, 1949, 1950, 1952, 1953, 1954, 1955, 1956, 1957)
- 5 победа на 50 км ходање (1949, 1950, 1952, 1953, 1954)